# Província de Kardjali
La província de Kardjali (en búlgar: Кърджалийска област; en turc Kırcaali İli) és una província del sud de Bulgària, fronterera amb Grècia (prefectures gregues de Xanthi i Ròdope al sud i est). Té una extensió de 3209.1 km²

## Ciutats
La capital és Kardjali, i altres ciutats són:
- Ardino
- Krumovgrad
- Momtxilgrad
- Djebel

## Viles
La població el 15 de desembre de 2004 era:
- Abramovo (pob: 94)
- Ahrisko (pob: 127, elev: 680 m, codi postal: 6761)

## Demografia
Segons el cens del 2001, la població de la província era de 164.019 habitants, incloent-hi: 
- Turcs = 101.116
- Búlgars = 55.939
- Gitanos = 1.264
- altres